# Plaza Yrigoyen
La Plaza Yrigoyen se encuentra ubicada en la ciudad de La Plata, Provincia de Buenos Aires, República Argentina. Está ubicada en el cruce de la Diagonal 74 con la Avda. 19, la Avda. 60 y la Diagonal 75.
Su primera denominación fue la de "Plaza Alsina", impuesta en 1901 para homenajear al exgobernador de Buenos Aires, Valentín Alsina. En 1975 se unifica el homenaje a los dos políticos, Adolfo y Valentín en la denominada hasta esa fecha Plaza Adolfo Alsina, hoy solamente Plaza Alsina ubicada en 1 y 38, pasando a llamarse ésta "Plaza Yrigoyen", en homenaje al dos veces presidente de Argentina, Hipólito Yrigoyen.

En el centro de la plaza resalta una gran glorieta circular (inconclusa) con columnas de hormigón. También en sus lados están instalados: un reloj solar, un esquema de la ciudad de La Plata, un mástil con banderas, una calesita y juegos infantiles. 

Particularidades arquitectónicas de la Plaza Yrigoyen (La Plata, Buenos Aires, Argentina)
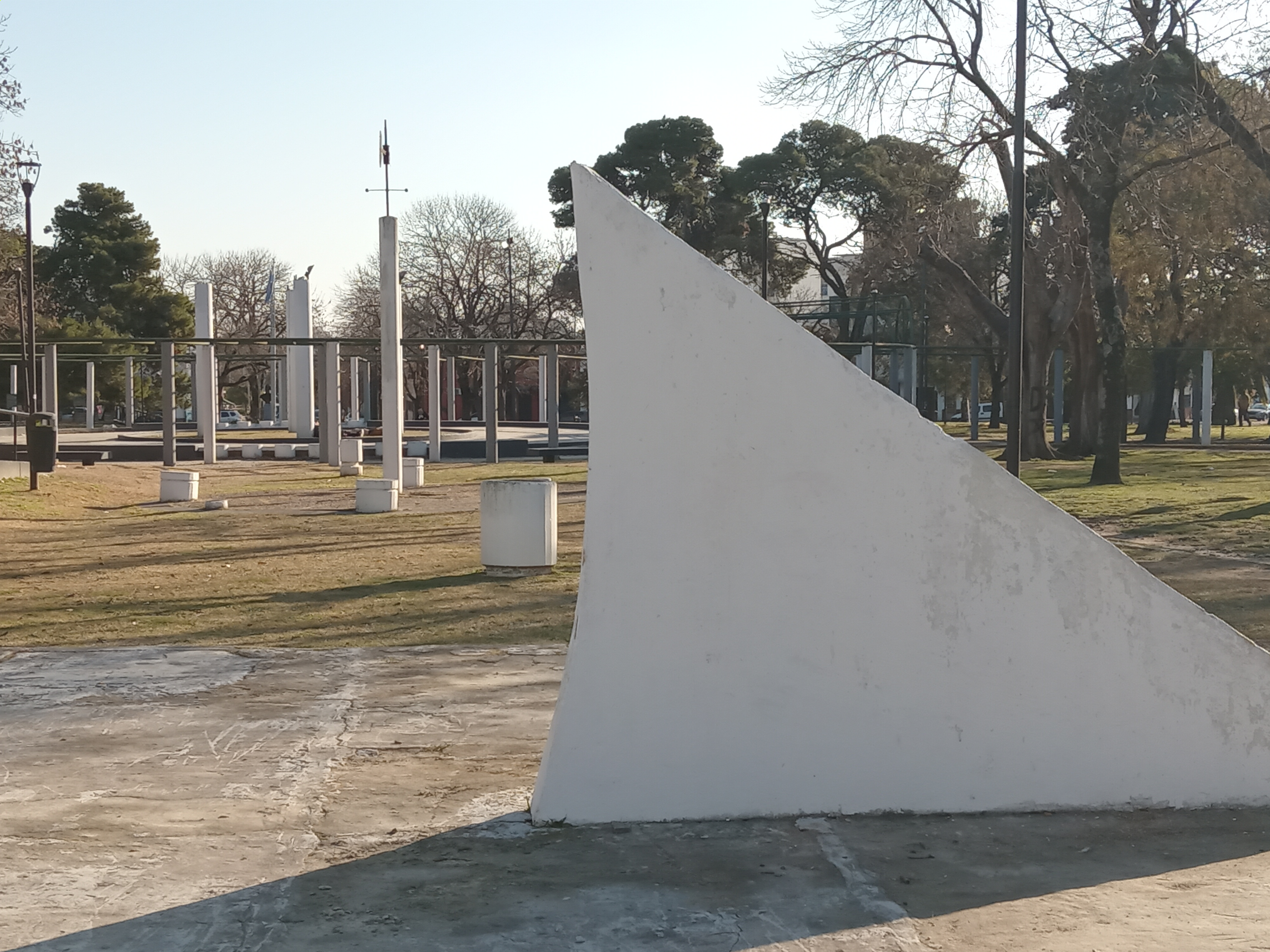
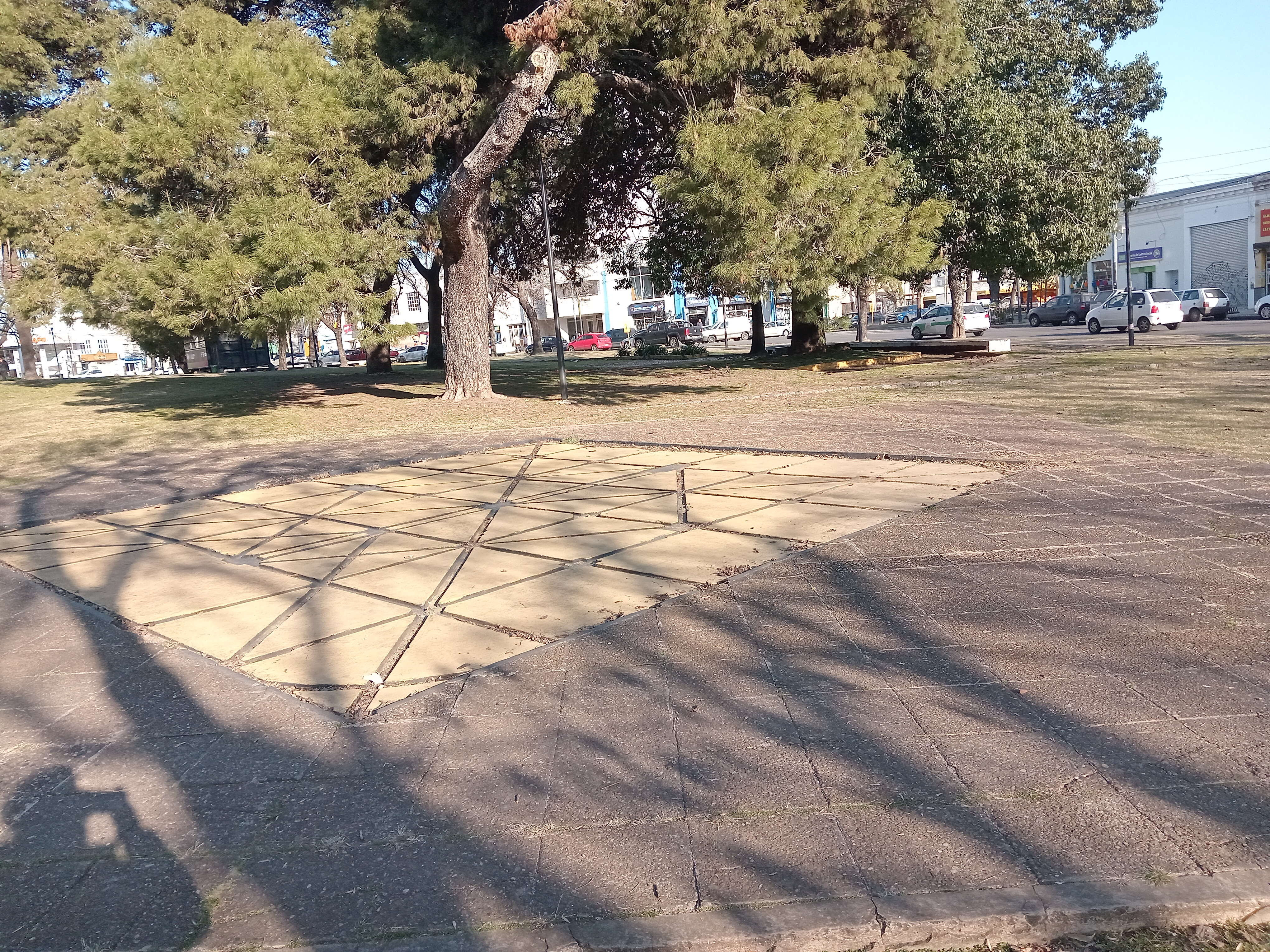
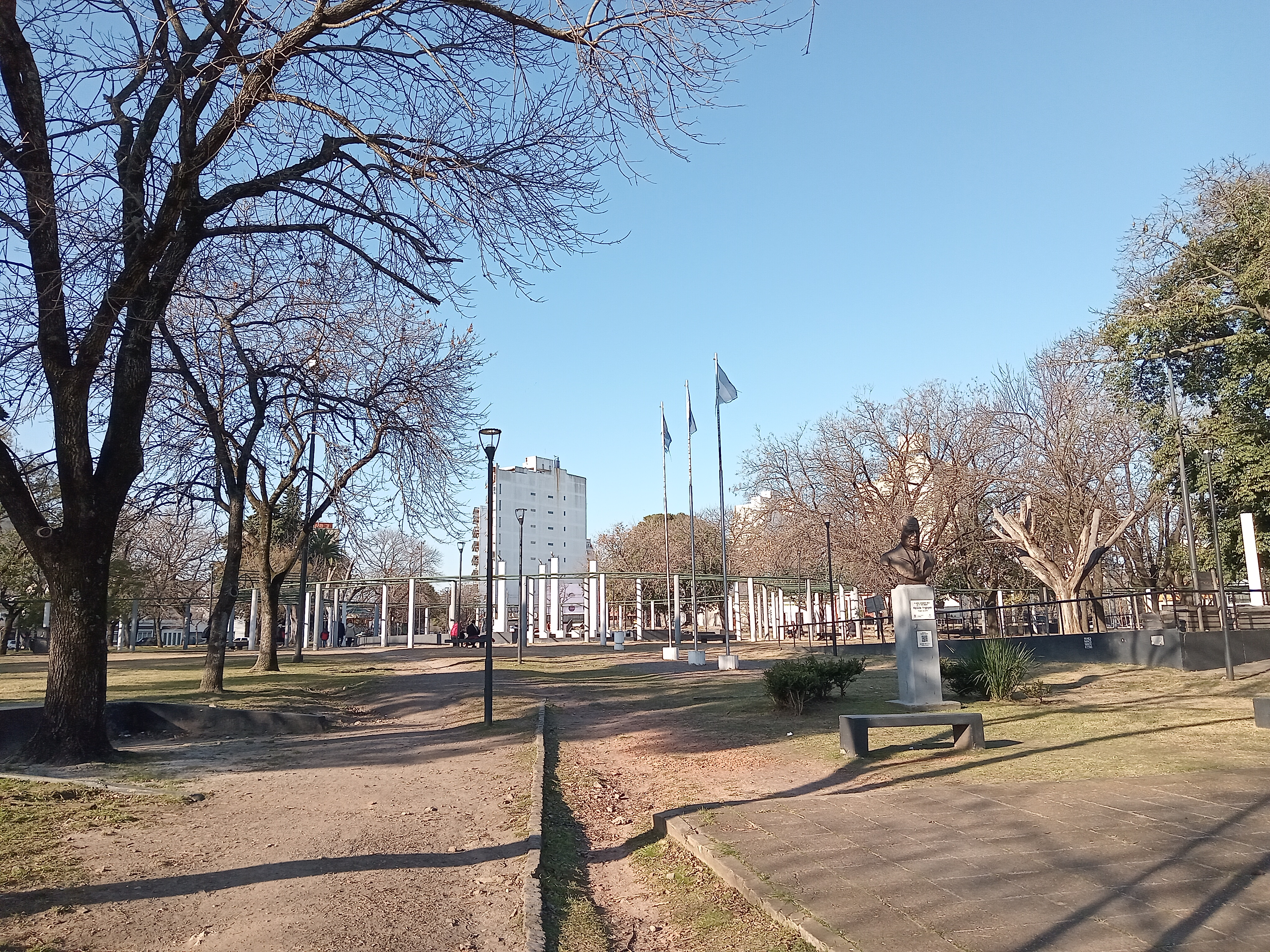
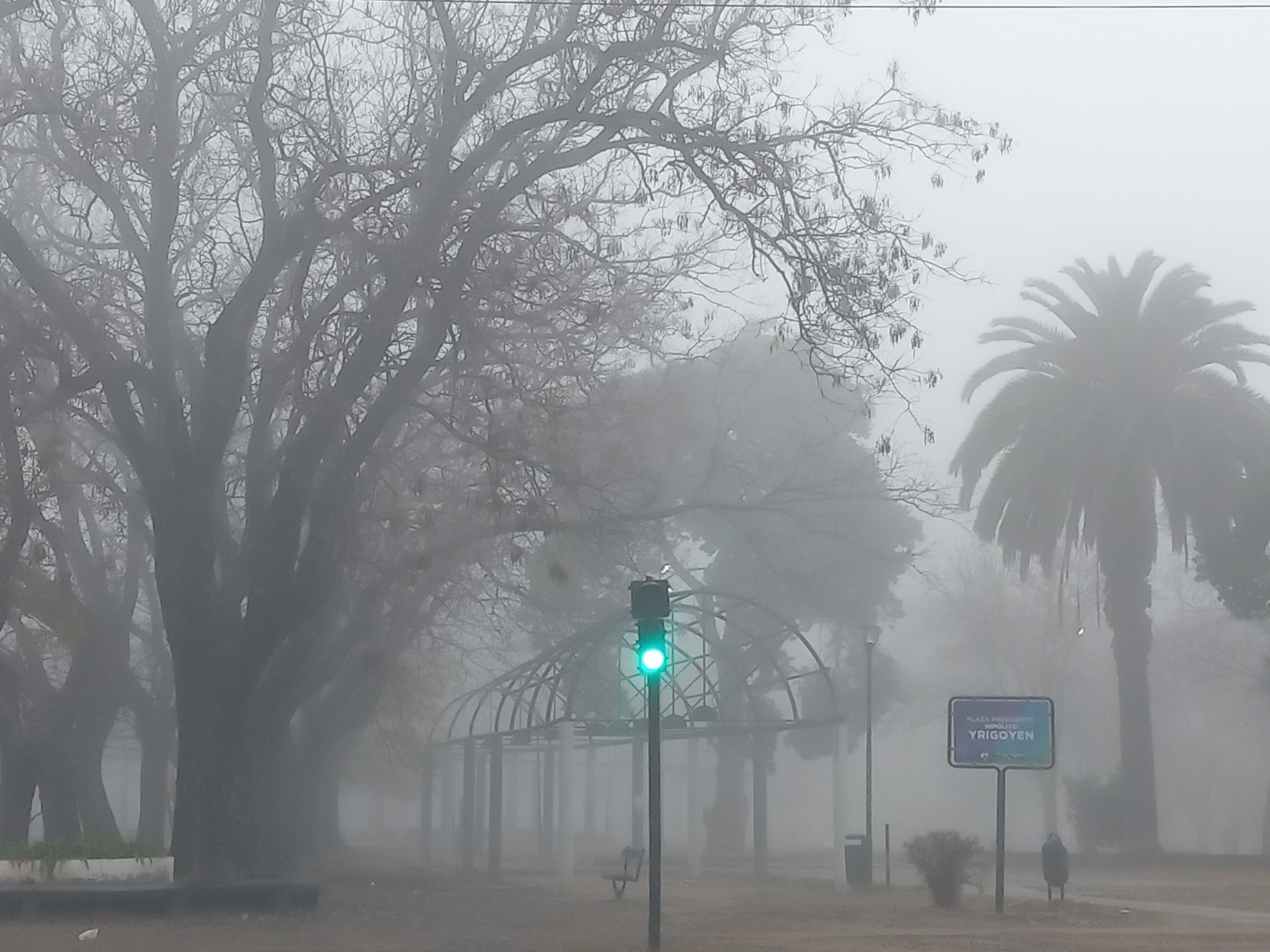

Tuvo dos importantes remodelaciones: En las décadas de 1970 y 1990. El 9 de agosto de 1992 fue construido el busto a Yrigoyen, pero tras ser destrozado en 1998, recién se lo pudo reponer en 2019.

## Enlaces relacionados
- Plazas de La Plata
- La Plata